# Secvențierea nanopore
Secvențierea nanopore este o metodă de secvențiere perfecționată începând din anul 1995  pentru determinarea ordinii nucleotidelor dintr-un lanț ADN.
Un nanopor reprezintă o deschidere cu un diametru intern de ordinul unui nanometru. Anumite membrane celulare poroase pot juca rolul unor nanopori. Nanopori au mai fost creați prin străpungerea unor bucăți de silicon (deschizătura având dimensiunea a câtorva zeci de nanometrii), și apoi prin umplerea deschizăturii cu ioni, formându-se astfel o gaură cu dimensiuni foarte mini: nanoporul.  Grafenul  este de asemenea studiat pentru potențialul lui de a fi un substrat al nanoporilor în stare solidă.
Teoria din spatele secvențierii nanopore este următoarea: un curent electric poate fi observat atunci când un nanopor este scufundat într-un lichid și îi este aplicat un potențial electric,    
datorită deplasării ionilor prin nanopor. Cantitatea de curent este influențată de mărimea și forma nanoporului. Atunci când nucleotidele ADN trec prin nanopor are loc o schimbare a magnitudinii curentului care trece prin acel nanopor.

## Context
ADN-ul poate trece printr-un nanopor datorită mai multor factori. De exemplu, electroforeza poate atrage ADN-ul printr-un nanopor. Sau o enzimă atașată nanoporului poate ghida ADN-ul spre nanopor. Dimensiunea nanoporului forțează ADN-ul să treacă  prin deschidere asemeni unui fir, o bază după cealaltă, asemeni aței prin ac.  În timpul acestui proces, fiecare nucleotidă de ADN blochează nanoporul într-un unghi diferit. Cantitatea de curent care trece printr-un nanopor la un moment dat depinde de nucleotida (A, C, T sau G) care obstrucționează deschiderea la acel moment. Schimbarea curentului la un moment dat poate reprezenta citirea unei secvențe ADN. 
Alternativ, un nanopor poate fi folosit pentru identificarea bazelor ADN individuale, atunci când trec print-un nanopor în ordine corectă - această metodologie a fost publicată, dar nu a fost exploatată comercial de Oxford Nanopore Technologies și profesorul Hagan Bayley.
Folosind secvențierea Nanopore, o singură moleculă de ADN poate fi secvențiată în mod direct using a nanopore Arhivat în 26 iunie 2015, la Wayback Machine., 
fără a fi nevoie de reacție de polimerizare în lanț, sau de pasul de etichetare a secvențelor ADN care permite citirea de către instrumentele optice. Tehnologia nanopore a fost propusă pentru identificarea vieții pe alte planete, deoarece nu este restrânsă la detectarea informației genetice în forma ADN. Ea poate fi folosită pentru identificarea oricărei informații genetice care ar fi transmisă sub forma unor lanțuri de nucleotide, chiar data aceastea nu ar fi A, C, T și G.  
Tehnici de analiză a ADN-ului bazate pe nanoporo sunt dezvoltate de către Oxford Nanopore Technologies. Până în iunie 2015, dispozitivul MinION al Oxford Nanopore Technologies a fost folosit de o serie de participanți ai programului MinION Access Programme. Publicațiile de specialitate descriu felul în care MinION este util în identificarea rapidă a agenților patogeni, monitorizarea Ebola, monitorizarea mediului înconjurător Arhivat în 17 ianuarie 2021, la Wayback Machine., monitorizarea calității mâncării[nefuncțională]
 sau monitorizarea rezistenței la antibiotice.
Alte companii au programe dedicate tehnologiei Nanopore, cum ar fi NabSys, NobleGen sau IBM.